# Diego Niebla
Diego Niebla Santos (n. Ferrol, España; 18 de enero de 2008) es un joven jugador español de baloncesto que juega como alero. Se formó en el Basket School de Ferrol y actualmente milita en las categorías inferiores del Joventut de Badalona. Fue parte fundamental de la selección española Sub-18 que se coronó campeona del Eurobasket en 2025.

## Trayectoria
Se inició en el Basket School Ferrol, donde fue convocado a concentraciones de la selección española Sub-14 en 2022. Con 14 años fichó por el Joventut de Badalona, donde ha continuado su desarrollo en las categorías cadete y júnior.

## Selección nacional
Formó parte de la selección española Sub-18 que obtuvo el título en el Campeonato Europeo disputado en Serbia en 2025. En el primer partido, ante Letonia, destacó con 22 puntos, 9 rebotes y 27 de valoración. Frente a Macedonia del Norte, fue el máximo anotador del equipo con 15 puntos y contribuyó también con rebotes. En todo el torneo, jugó los siete partidos con una media de 10,3 puntos, 4 rebotes defensivos y 11,9 de valoración en 17,8 minutos por encuentro.

## Palmarés
- Campeón del Eurobasket Sub-18 con España (2025).[2]